# Impact environnemental du papier
L'impact environnemental du papier et du carton comprend l'effet sur les ressources naturelles, la consommation d'énergie, et les dégâts associés à la dispersion de substances plus ou moins nocives, soit incorporées au papier, soit provenant des encres et autres matières qui le recouvrent.

## Généralités
Au début du XXIe siècle, les problèmes écologiques, liés à la déforestation, à des problèmes quantitatifs et qualitatifs de gestion de l'eau et à la raréfaction de nombreuses ressources, poussent au retour au-devant de la scène des méthodes de recyclage ainsi qu’au retour progressif de la production de plantes à fibres à pousse rapide et écologique comme le chanvre ou le lin.
Dans le cadre de la responsabilité sociale et environnementale (RSE), alors que la France est encore le 7e consommateur mondial de papier, et que plus de 10 à 15 % du papier est importé de zones du monde où l'industrie papetière est source de déforestation ou d'artificialisation des forêts, de grandes organisations environnementales non-gouvernementales s'intéressent aussi à la politique des entreprises et collectivités en matière de recyclage. Le WWF a ainsi en 2010 créé en France le PAP50, avec une première enquête publiée en 2010.
Les défenseurs du papier font remarquer que le papetier a besoin de fibres spécifiques (longues venant des résineux ou courtes venant des feuillus). Le papetier consomme des arbres de forêts plantées spécialement pour le papier. Des papeteries entourent la forêt landaise qui date de Napoléon III, et il y a toujours autant d'arbres. Planter des arbres est bon pour la planète car l'arbre qui croît absorbe du gaz carbonique qui se transforme en glucose, cellulose… Le papier c'est du carbone emmagasiné. La déforestation des forêts primaires (Amazonie…) n'est pas pour le papier ; les Européens consomment plus de 50 % du bois d'Amazonie pour les meubles, mais les essences des forêts primaires sont impropres au papier[réf. souhaitée]. L'industrie étudie le remplacement de la pâte de bois par des productions basées sur d'autres végétaux — chanvre, bambou, paille —

### Recyclage
À l'origine, le papier était principalement un produit du recyclage des chiffons, soit textiles usés, soit chutes de coupe des tailleurs et couturiers. La situation change au XIXe siècle avec la mise au point de la pâte de bois ; mais le papier se produit aussi largement à partir de bois inutilisables en tant que tel, et éventuellement de résidus de scierie.
Le papier se recycle en pâte à papier, avec une perte de 10 à 20 % du fait du raccourcissement des fibres dans les opérations.

## Pâte à papier
Le papier est un matériau dont la fabrication utilise de l'eau et de l'énergie, qui peut être plusieurs fois recyclé. Ses impacts environnementaux proviennent surtout des colorants, vernis, encres et additifs utilisés pour son impression ou imperméabilisation. Ils proviennent aussi de son transport et avant cela du transport et de la coupe du bois, ainsi que des fongicides ou biocides ajoutés aux pâtes industrielles pour en allonger la conservation lors de leur transport (par exemple du Canada à l'Europe).
Un autre impact collatéral provient de la conversion de forêts primaires ou secondaires riches en biodiversité en plantations intensives d'arbres (résineux, eucalyptus, peupliers…) uniquement destinés à produire de la pâte à papier.

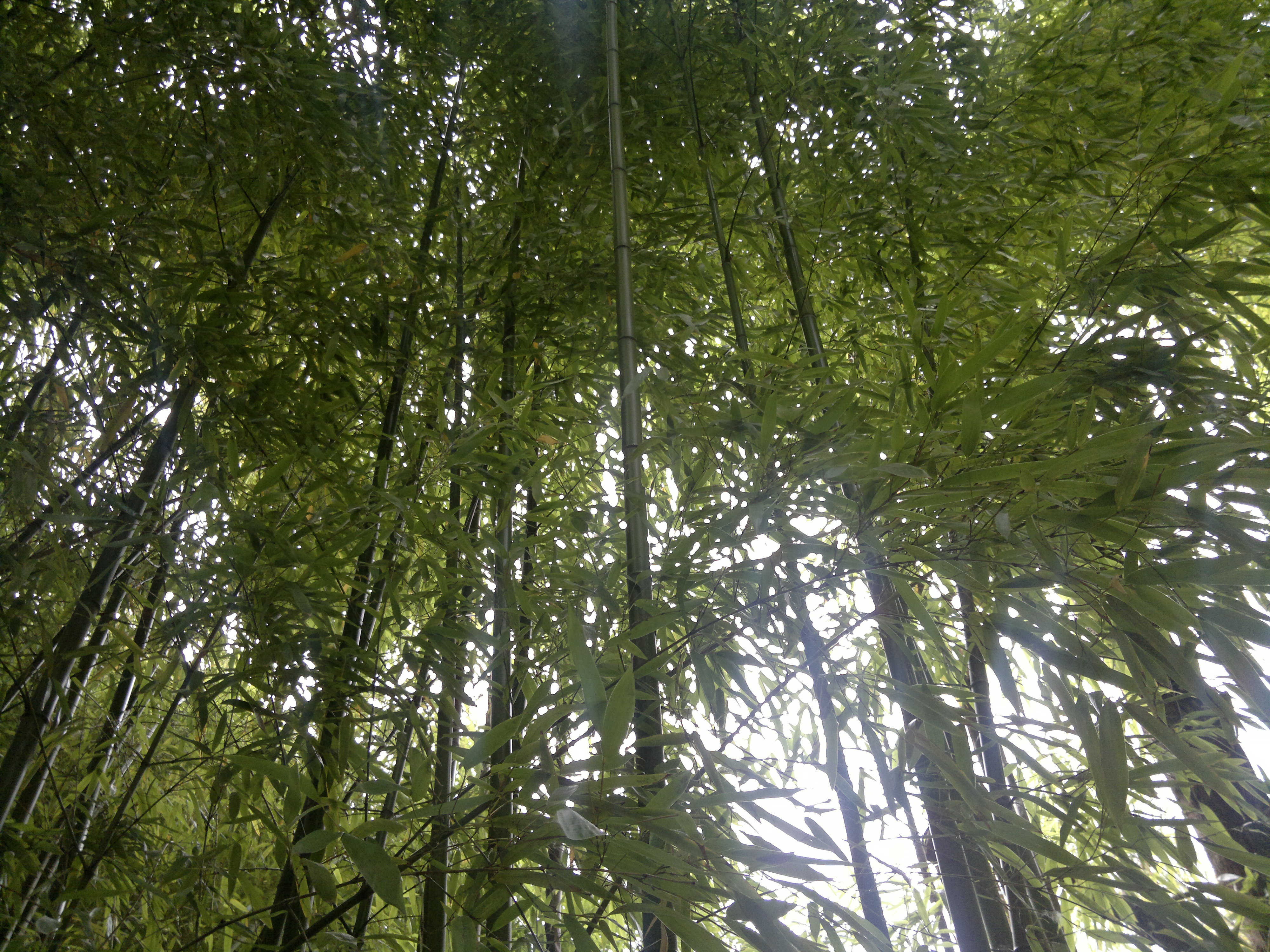
Forêt de bambou Phyllostachys viridiglaucescens.

Néanmoins une solution apparait petit à petit, grâce à l'exploitation à un niveau industriel des forêts de bambou, principalement Phyllostachys viridiglaucescens et Phyllostachys edulis, comme en Chine, dans la Région de Trois Rivières.
L'industrie papetière est impliquée dans les systèmes de certification et de gestion durable de la forêt (notamment PEFC et FSC).
Les exigences de ces deux labels sont presque identiques et résultent d’une démarche volontaire des entreprises qui les demandent. Ils se réfèrent aux principes de la gestion durable des forêts, intègrent une progression dans le temps vers cette gestion durable, étant donné qu’une forêt ne se transforme pas du jour au lendemain et ont instauré un système de contrôle externe et une participation des milieux concernés par la forêt dans le processus de certification.
Le système FSC est apparu dès 1990 et s’est rapidement imposé en Amérique du Nord, soutenu et demandé par les organisations de protection de l’environnement non gouvernementales telles que Greenpeace, WWF et Amis de la Terre. En mars 2015, 185 millions d'hectares étaient certifiés FSC.
Le label PEFC est un label européen créé par des industriels et comptait, à la fin 2018, 309 millions d’hectares certifiés. Il dépasse cependant le cadre de l’Europe et est aujourd’hui le plus répandu dans le monde.
La certification FSC exige un niveau de qualité initial à la forêt, tandis que la certification PEFC exige plutôt un engagement d’amélioration continue de la part des exploitants forestiers.
Aujourd’hui tous les grands fabricants de papier ont des gammes qui ont obtenu l’un de ces labels et certains assoient la qualité de leur politique environnementale sur l’obtention de la double certification ; c’est notamment le cas de Condat, Clairefontaine, Fredigoni (gamme Symbol free life), Arjowiggins (gamme Satimat Green)…
La fabrication de papiers cartons à base de papiers et cartons recyclés s’inscrit également dans une démarche environnementale. En effet, en réutilisant une matière préalablement fabriquée, le recyclage permet une gestion optimale des déchets. Les papiers et cartons recyclés sont autant de matières qui n’ont pas été incinérées ou enfouies, permettant ainsi de rejeter moins de CO2 dans l’atmosphère.
Certaines alternatives sont intéressantes et sont actuellement étudiées, un hectare de chanvre, peut produire autant de cellulose que 4,1 hectares de forêt, la croissance du chanvre n'est que de quatre à six mois et sa production de racine aide les sols à se régénérer : le chanvre est donc une culture idéale pour les champs en jachère.

### Arbres OGM
L'INRA a produit en France un peuplier transgénique qui en 2007 est cultivé en extérieur et est en phase de test pour l'Industrie. Le Canada teste de son côté une vingtaine de souches de peupliers transgéniques (pauvres en lignine, et produisant pour certains un insecticide). Ces expériences (et d'autres au Japon et en Chine (depuis 2003) notamment) préoccupent les spécialistes de la biodiversité et inquiètent les ONG environnementales (dont Greenpeace et WWF) qui évoquent aussi des essais d'arbres résistant à la salinisation testés aux États-Unis (mais qui consomment beaucoup plus d'eau que la normale). On craint notamment une pollution génétique des arbres normaux par les pollens d'espèces transgéniques, et des phénomènes de toxicité environnementales dans les cas où l'arbre produit du Bt, dans la rhizosphère notamment, qui n'excluent pas des adaptations rapides d'insectes xylophages (car les peupliers et arbres pauvres en lignine sont moins résistants face aux insectes).
Deux méthodes d’introduction d'un transgène sont utilisées chez les arbres :
- introduction via Agrobacterium tumefaciens ;
- introduction mécanique au hasard (ou biolistique)[7].

## Matières premières
La fabrication du papier nécessite de grandes quantités d’eau : il faut de l’eau pour extraire la cellulose des fibres du bois et de l’énergie pour sécher le papier. Les usines de pâtes produisent de l'énergie en brûlant les liqueurs de cuisson et sont auto-suffisantes en énergie. Le chlore n'est plus utilisé en Europe mais est encore utilisé dans certains pays pour délignifier le papier. Il peut former des composés polluants s'il est présent en grande quantité en présence des noyaux phénoliques de la lignine. Les phénols chlorés ne sont cependant toxiques que lorsque plusieurs atomes de chlore sont présents. Des progrès importants ont été réalisés en utilisant des produits de blanchiment moins polluants que le chlore (peroxyde d’hydrogène, dioxyde de chlore, dioxygène, ozone) et en améliorant le « bouclage » des circuits afin de réduire de façon importante la consommation d’eau[réf. nécessaire].
L’industrie papetière est soumise au respect de normes environnementales strictes, comme l’exploitation raisonnée des forêts, le recyclage des eaux usées. Les arbres proviennent de plantations dont la biodiversité est faible : bouleaux dans les pays nordiques, pins maritimes pour la forêt landaise ou eucalyptus en Amérique latine par exemple[réf. nécessaire]. La production de papier représente 40 % de l’exploitation forestière. Les industries papetières sont généralement propriétaires des forêts qu’elles exploitent de manière cyclique. Ainsi, au Brésil, il est possible de couper des eucalyptus de culture tous les quatre ans et cela suffit à une usine qui produit autant de papier que la France. La déforestation est le plus souvent due à la coupe de bois exotiques pour l’ameublement et à l’expansion des cultures. En effet, le bois utilisé par l’industrie papetière provient plutôt des sciures de bois (déchets de scierie) ou de jeunes arbres qu’il faut couper pour laisser s’épanouir les autres et que l’on appelle « bois d’éclaircie ». Ces éclaircies peuvent être celles de forêts gérées non durablement, voire être, dans certains pays comme le Brésil, tout bonnement illégales[réf. nécessaire].
La fabrication de papier recyclé nécessite moins d’eau et d’énergie que la fabrication classique de pâte à papier, mais une certaine quantité de produits chimiques qui ne sont pas sans impact environnemental : il faut généralement nettoyer et désencrer le papier récupéré avec des solutions savonneuses, et le reblanchir au dioxyde de chlore, au peroxyde d’hydrogène et/ou au dioxygène. Rappelons que le blanchiment est également nécessaire pour fabriquer du papier blanc à partir de fibres vierges. Le papier moins blanchi, recyclé ou non, permet de limiter cette pollution supplémentaire. En tout état de cause, la fabrication de papier recyclé est souvent moins nuisible pour l’environnement (selon le type de papier) que celle de papier non recyclé. Une étude de l’Ademe confirme ce net avantage du papier graphique recyclé. Il faut de trois à douze mois pour qu’un journal se décompose dans la nature. Le recyclage du papier permet d’éviter de l’envoyer à la décharge ou de l’incinérer. Le papier peut être recyclé en moyenne jusqu’à cinq fois sans que la qualité de la fibre en soit altérée. Quant au papier carton (briques alimentaires…), il peut être recyclé une dizaine de fois et être transformé en meubles, en cartons ou en papier hygiénique.
Une tonne de papier récupéré ne permet de produire que 900 kg de papier recyclé ; soit une perte d'environ 10 % à chaque recyclage.

## Énergie
La production de papier est une activité industrielle intensive en énergie :
- de grandes quantités de chaleur sont nécessaires, en particulier pour chauffer l'eau de cuisson du bois, dans le cadre de la production de pâte chimique, et pour évaporer l'eau contenue dans la feuille de papier ;
- d'importantes quantités d'électricité sont aussi consommées pour faire fonctionner les pompes à eau, les pompes à vide, les raffineurs, les machines tournantes, etc.

Les consommations énergétiques dépendent :
- des performances du site de production, et donc de la technologie employée ;
- du produit fabriqué ;
- du procédé mis en œuvre.

L'industrie de la pâte à papier produit tout ou partie de cette énergie en brûlant les parties du bois inutilisables pour la production. Il s'agit donc d'une énergie renouvelable, provenant de la biomasse. Cette consommation accroît cependant la pression sur le milieu naturel et notamment sur la forêt.

## Impacts socio-environnementaux
La filière papier carton consomme de l'eau durant tout le circuit de fabrication. La plus grande partie des eaux utilisées dans le procédé papetier est recyclée. Après utilisation et traitement, plus de 90 % de l’eau prélevée est restituée au milieu naturel selon des conditions de rejet fixées par la réglementation et qui font l’objet de nombreux contrôles. L’industrie papetière a réduit ses prélèvements et rejets d’eau de plus de 80 % depuis le début des années 1980.
Les processus papetiers font partie des industries les plus intensives en énergie. En France, près de 50 % de l’énergie consommée provient de la biomasse. La production de pâtes à partir de bois ou de papier et cartons recyclés conduit à différents sous-produits qui peuvent être valorisés énergétiquement.C'est un avantage sur le plan économique, puisque l’industrie produit une grande partie de l’énergie qu’elle consomme, mais aussi sur le plan environnemental, puisque le CO2 émis par la combustion de la biomasse est réabsorbé par la biomasse en croissance en quelques années.
La consommation de papier est facile à mesurer. Elle est donc devenue l'un des axes de reporting environnemental (compte rendu environnemental) des collectivités et grandes entreprises. En 2010, les « politiques papier » de cinquante grandes entreprises françaises dont celles du CAC 40 (18 n'ont pas souhaité répondre) ont été analysées, avec la proportion de papier « responsable » qu'elles utilisent et les actions de maximisation du recyclage. Quelques-unes ont été classées « vertueuses », mais beaucoup peuvent fortement progresser. L'étude rappelle qu'un Français en moyenne consomme trois fois plus de papier et carton que dans le monde, et que 78 % des papiers graphiques consommés en France sont issus de l'importation. Pour mieux juger leur niveau de performance environnementale, les entreprises peuvent s'appuyer sur des bases de données nationales,, ou mondiales (FAO, FAOSTAT).
La consommation de papier est un des axes de la politique RSE (responsabilité sociale ou sociétale des entreprises).